# BBC World News
BBC World News er er international nyhedskanal, der drives af BBC og distribueres over hele verden på nær Storbritannien, hvor BBC sender søsterkanalen BBC News. I modsætning til BBC's øvrige kanaler er BBC World News reklame- og abonnementsfinansieret.
Kanalen blev etableret 11. marts 1991 som BBC World Service Television. Denne kanal blev fra nytår 1994 opdelt i to kanaler – BBC Prime, en kodet underholdningskanal og nyhedskanalen BBC World. I 1997 relanceredes kanalen, hvilket skete igen i 1999, hvor de bærerende farver blev ændret til rød og creme. I 2004 fik kanalen nyt slogan, Putting News First. I 2008 blev kanalen omdøbt til det nuværende navn. Kendetegnende for kanalen har siden grundlæggelsen været nedtællingen til nyhedsudsendelserne hver hele time med musik akkompagneret af David Lowe.
BBC World News distribueres ukodet via flere satellitter og kan i Danmark modtages via Canal Digital, Viasat, YouSee, Stofa og en række antenneforeninger. 
Den største konkurrent til BBC World News er amerikanske CNN International.